# Microcaecilia unicolor
Microcaecilia unicolor é uma espécie de anfíbio da família Siphonopidae. Pode ser encontrada na Guiana Francesa, e possivelmente no Brasil, Guiana, e Suriname.